# Petra Aigner
Petra Aigner (* 12. März 1974 in Linz) ist eine österreichisch-britische Soziologin und Migrationsforscherin.

## Ausbildung und Berufslaufbahn
Petra Aigner studierte nach Matura am Akademischen Gymnasium Linz die Fächer Soziologie und Betriebswirtschaft in Großbritannien und Irland, und zwar zunächst an der Universität Birmingham (B.Soc.Sc.(Hons.), 1998), sowie anschließend am Trinity College Dublin (TCD; M.Phil, 2000), und erwarb am TCD auch den Ph.D. in Sozialwissenschaften (2005).
Sie begann ihre wissenschaftliche Laufbahn 2000 als TCD Postgraduate Research Award Fellow (2000/2001) und setzte dies als IRCHSS (Irish Council for the Humanities and Social Sciences) Research Award Fellow (2001/2003) fort. Sie arbeitete dann weiterhin am TCD als Research Fellow, Research Officer, und Research Associate (bis 2008). Sie setzte ihre wissenschaftliche Arbeit am Leeds Social Science Institute (LSSI, Universität Leeds) als Research Associate für das Projekt „African migration to the UK“ fort (2008/2009), und wechselte dann als Senior Researcher an die Donau-Universität Krems (Department for Migration and Globalisation), wo sie bis 2010 an verschiedenen Forschungsprojekten sowie am Aufbau der Universitätslehrganges „Migration Management“ tätig war.
Sie war auch EU Marie Curie Fellow am Europäischen Forum für Migrationsstudien (EFMS), Universität Bamberg (2003/2004).
Sie hat darüber hinaus auch ein MBA-Studium an der Universität Liverpool (Laureate Online Education, Graduierung Juni 2012) absolviert.
Seit 2010 ist sie Assistenzprofessorin am Institut für Soziologie der Johannes Kepler Universität (JKU) Linz, und dort vor allem in den Bereichen Migrationssoziologie, Migrationsforschung sowie Empirische Sozialforschung tätig.
2018 habilitierte sie sich an der JKU mit der Arbeit „Multidimensionale Betrachtungsweisen zu Ethnic Entrepreneurship. Eine Fallstudie zu der sozio-ökonomischen und sozio-kulturellen Bedeutung von Ethnic Entrepreneurship in Österreich“ für das Fach der gesamten „Soziologie“ und arbeitet seither als Assoziierte Universitätsprofessorin.
2022–2023 war sie Fulbright Gastprofessorin an der University of Minnesota (UMN) – Campus Twin Cities, USA.

## Arbeitsfelder
Hauptarbeitsfeld ist der gesamte Bereich der internationalen „Migration Studies“. Themen sind hier:
- Allgemeine Migrationstheorien;
- Aspekte einer internationalen und weltweiten Migration;
- Migration und regionale Integration, Migration und Arbeit bzw. Arbeitsmarkt, und sog. Irreguläre Migration (jeweils in nationalen Kontexten);
- Fragen von Flucht und Asyl im internationalen Migrationskontext;
- Alle Fragen einer Einwanderung in und nach Österreich, sowie
- „Ethnisches Unternehmertum“[9][10] und
- Management von Diversität, vor allem Ethnischer Diversität.[11]

Petra Aigner beschäftigt sich auch mit soziologischer Theorie, insbesondere mit sozialer Integration und mit dem soziologischen Klassiker Max Weber hinsichtlich seiner Herrschaftstheorie.

## Veröffentlichungen (Auswahl)

### Bücher
- Multidimensionale Betrachtungsweisen zu Ethnic Entrepreneurship. Peter Lang, Frankfurt am Main/New York (u. a.) 2019, ISBN 978-3-631-70789-0.
- Migrationssoziologie. Eine Einführung. Springer VS, Wiesbaden 2017, ISBN 978-3-531-18271-1.
- Diversity Management – Bridging the Gap between Theory and Practice with a Special Focus on Ethnic Minority Groups: A Case Study in Upper Austria. Lambert Academic Publishing, Saarbrücken/London (u. a.) 2012, ISBN 978-3-8484-9846-8.
- „Ethnische Unternehmen“ und „Ethnic Entrepreneurs“ in Österreich. International Migration Press, Linz / D. 2011, ISBN 978-3-902877-00-0, E-paper edition.
- (mit Luise Waite, Joanne Cook): Intergenerational relations and the settlement experiences of African migrants in northern England. Research Report, University of Leeds, Leeds 2009, auch online als PDF-download, abgefragt am 28. Juli 2018.
- Migration and Politics – Leadership and Legitimacy in Contemporary Austria. Peter Lang, Oxford/New York (u. a.) 2008, ISBN 978-3-03910-921-0.

### Artikel und Buchbeiträge
- (mit Almina Bešić): Action, Reaction and Resignation: How Refugee Women and Support Organisations Respond to Labour Market Integration Challenges during the Covid-19 Pandemic, in: Journal of International Management (Amsterdam etc.: Elsevier), Vol. 29, No. 3 (June 2023), ISSN 1075-4253, S. 3–31, auch online als PDF-download, abgefragt am 4. Jänner 2024.
- (mit Almina Bešić, Andreas Diedrich): Organising Labour Market Integration Support for Refugees in Austria and Sweden during the Covid-19 Pandemic. in: Comparative Migration Studies Vol. 9, No. 48 (2021), ISSN 2214-594X, online PDF-Download
- Ethnisches Unternehmertum: Eine Gratwanderung zwischen Erfolg und Erfolglosigkeit. in: Petia Genkova, Andrea Riecken (Hrsg.): Handbuch Migration und Erfolg. Psychologische und sozialwissenschaftliche Aspekte. Springer Fachmedien, Wiesbaden 2020, ISBN 978-3-658-18235-9, S. 461–477.
- Von der Assimilationstheorie zur Pluralismustheorie – Nathan Glazer and Daniel P. Moynihan: «Beyond the Melting Pot: The Negroes, Puerto Ricans, Jews, Italian, and Irish of New York City». in: Julia Reuter, Paul Mecheril (Hrsg.): Schlüsselwerke der Migrationsforschung. Pionierstudien und Referenztheorien. Springer VS, Wiesbaden 2015, ISBN 978-3-658-02116-0, S. 149–166.
- Ethnic Diversity Management in Theory and Practice. in: Journal of Diversity Management. Vol. 9, No. 2 (2014), ISSN 1558-0121, S. 110–121.
- Integration, Interkultur oder Diversität? Anmerkungen zu Fragen von Theorie und Praxis ethnisch - kultureller Vielfalt in Österreich. in: WISO (Wirtschafts- und Sozialpolitische Zeitschrift des ISW, Linz), Bd. 36, Nr. 1 (2013), ISSN 0343-4109, S. 27–53, auch online als PDF-download, abgefragt am 30. April 2020.
- (mit Jean Barou, Robert Mbenga): African Migration in its National and Global Context. in: Attias-Donfut, Claudine et al. (Hrsg.): Citizenship, Belonging and Intergenerational Relations in African Migration. Palgrave MacMillan, London 2012, ISBN 978-0-230-25274-5, S. 13–39.
- (mit Louise Waite): Country monographs: Britain. In: Attias-Donfut, Claudine et al. (Hrsg.): Citizenship, Belonging and Intergenerational Relations in African Migration. Palgrave MacMillan, London 2012, ISBN 978-0-230-25274-5, S. 131–155.
- Ethnisches Unternehmertum als Chance sozio-kultureller Integration? Entwicklung eines system- und integrationstheoretischen Modells. in: SWS-Rundschau (Wien), Nr. 4 (2012), ISSN 1013-1469, S. 389–411, online bestellbar unter PDF-Download, abgefragt am 6. Mai 2025.
- (mit Gudrun Biffl, Lydia Rössl): Institutionelle Unterstützung der Integration von MigrantInnen und Diversitätsmanagement in Oberösterreich. in: Gudrun Biffl, Nikolaus Dimmel (Hrsg.): Grundzüge des Managements von Migration und Integration (= Serie Migrationsmanagement. Band 1). Omninum Verlag, Bad Vöslau 2011, ISBN 978-3-9502888-4-1, S. 515–554.
- (mit Gudrun Biffl, Lea Rennert): Migrant Workers in Austria and Europe. Challenges for Industrial Relations, in particular Trade Unions. Donau-Universität, Department Migration & Globalisation, Krems 2011, auch online als PDF-download, abgefragt am 20. Oktober 2013.
- (mit Gudrun Biffl, Lydia Rössl, Isabella Skrivanek) Vielfalt schätzen. Vielfalt nutzen! Analyse zu bestehenden Beratungs-/Unterstützungs- und Projektangeboten in der Modellregion Linz / Linz Land und Wels, und zu den bestehenden Arbeitsbeziehungen und Handlungsoptionen für die Integrationsarbeit in Oberösterreich. Donau-Universität Krems, Department Migration & Globalisation, Krems 2010, auch online als PDF-Download, abgefragt am 6. Mai 2025.